# بروس جود
بروس جود (بالإنجليزية: Bruce Judd)‏ هو مهندس معماري أمريكي، ولد في القرن العشرين.